# بيتر أبوت
بيتر أبوت (بالإنجليزية: Peter Abbott)‏ (1 أكتوبر 1953 في المملكة المتحدة - ) هو لاعب كرة قدم بريطاني في مركز الهجوم. لعب مع سوانزي سيتي ومانشستر يونايتد ونادي ساوثيند يونايتد ونادي كرو ألكساندرا وConnecticut Bicentennials ‏.

## وصلات خارجية
- بيتر أبوت على موقع قاعدة بيانات كرة القدم.إي يو (الإنجليزية)